# 테츠코의 여행
《테츠코의 여행》(鉄子の旅)은 기쿠치 나오에가 2002년부터 《월간 IKKI》에 연재한 기행 만화이다. 철도 오타쿠인 여행 안내인과 담당자와 함께 만화가가 직접 철도여행을 하고 그것을 그리는 기획의 만화이다. 소재의 특수성 때문에 대한민국에는 잘 알려지지 않아, 코믹스는 번역판이 나와 있지 않을뿐더러 인터넷에서도 언급하고 있는 문서가 거의 없지만, 현지에서는 만화, 애니메이션 모두 큰 인기를 끌고 있으며, 애니메이션으로는 드물게 종영 직후 재방송을 하는 중이다. 희극적인 내용 덕분에 철도에 흥미가 없는 사람이라도 재미있게 읽을 수 있도록 되어 있다.

## 줄거리
그저그런 인기를 가지고 있었던 만화가 기쿠치 나오에는 어느 날 편집부로부터 "여행 기고가와 함께 여행을 다니는 논픽션 만화"제작의 제의를 받았다. 여행경비는 모두 편집부에서 부담하고, 여행 스케줄도 기고가가 전부 계획하는 것이기 때문에 기쿠치 나오에는 편하게 여행하며 맛집, 온천 등을 다니며 만화를 그리면 될 것같아 그 제의를 승낙하였다. 하지만 그 기대는 첫날부터 무너졌다. 여행기고가라고 하였던 요코미 히로히코는 4636곳의 JR 모든 역에 하차한 기록을 가진 철도동호인이었기 때문이다. 그와 함께 경악에 가까운 철도여행을 시작한다. 이후 기쿠치가 요코미의 횡포에 가까운 억지에 계속 끌려다니는 구도로 거의 점철된다. 그러나 그 중에도 역 도시락은 기쿠치의 유일한 낙이다.

## 등장인물
- 등장인물은 모두 실존인물임

### 레귤러
- 키쿠치(キクチ) - 이 만화를 그린 사람, 원작자
  - 실제 인물: 키쿠치 나오에(菊池直恵)

주인공, 만화가이며 여행을 다니며 만화를 그리는 편집부의 제의를 승낙했다가. 경악적인 철도 여행을 겪는다. 처음에는 극도의 거부감을 가지나 "식사는 항상 역 도시락"이라는 조건하에 계속해서 여행을 하게 된다. 처음에는 철도에 대한 별 애착이 없었으나 시간이 지나면서 철도에 대한 애착을 가지기 시작한다.
- 요코미 히로히코(横見浩彦(よこみ・ひろひこ)) - 여행의 안내인
  - 실제 인물: 요코미 히로히코(横見浩彦)

여행기고가, 1995년 JR 4636개역 전역하차, 2005년 일본 국내 9843개역 전역하차 기록을 가지고 있는 유명한 철도동호인이다. 작중 여행에 대한 계획을 담당하며, 철도 이외의 것은 그다지 좋아하지 않는 것으로 보인다. 스스로를 "철도 오타쿠"임을 공언하고 있으며  때로는 일반인의 상식이상의 언행을 할 때가 있다.
- 이시카와(イシカワ)
  - 실제 인물: 이시카와 마사히코

기쿠치의 첫 번째 담당자, 역시 철도동호인이며 본 작품의 최초기획을 담당하였다. 제 13여행(2권)까지의 여행을 같이 다니며 이후 담당을 가미무라 마사키에게 넘긴 이후에도 가끔 사비를 털어 함께 여행하곤 한다.
- 카미무라(カミムラ)
  - 실제 인물: 카미무라 마사키

기쿠치의 두 번째 담당자, 철도동호인은 아니나 매사에 성실하다. 하지만 그도 철도게임(TAITO의 전차로 GO!) 등을 좋아한다.

### 게스트
- 키나코

요코미의 권유로 들어온 철도동호인 후보.
- 편집장

극중에서는 편집장으로만 나오나 실제로는 월간 IKKI지의 편집장인 에가미 히데키를 가리킨다. 역시 철도동호인이다.
- 야마다 아사코

역시 철도동호인 후보. 키가 작고 조금 비만.
- 도요오카 마스미
- 미나미다 매니저
- 마나베 가오리

## 만화

### 본편
본편은 2002년부터 월간 IKKI에 연재된 내용이며, 나중에 IKKICOMIX에서 6권의 단행본으로 출판된다.
아래의 각 화 안내에서는 본편 단행본 기준으로 묶어서 소개하겠다.
| 화수(여행)    | 제목 |
| ------------- | --- |
| 第1旅 제1여행 | 久留里線全駅乗下車 구루리 선 전역 승하차 |
| 第2旅 제2여행 | 130円・一都六県大回り - 東京駅、東海道本線、南武線、鶴見線、相模線、横浜線、八高線、両毛線、水戸線、常磐線、成田線、総武本線、外房線、京葉線、八丁堀駅 130엔・1도 6현 대일주 - 도쿄역, 도카이도 본선, 난부선, 쓰루미선, 사가미선, 요코하마선, 하치코선, 료모선, 미토선, 조반선, 나리타선, 소부 본선, 소토보선, 게이요선, 핫초보리역 |
| 第3旅 제3여행 | 東京-鹿児島2泊3日鈍行の旅 - 東海道本線、山陽本線（ムーンライト山陽）、鹿児島本線 도쿄-가고시마 2박 3일 완행 여행 - 도카이도 본선, 산요 본선(문라이트 산요), 가고시마 본선 |
| 第4旅 제4여행 | 長野電鉄〈木島線〉最終日 나가노 전철 '기지마 선' 마지막날 |
| 第5旅 제5여행 | 土合・湯檜曽…鉄子流デートコース - 越後湯沢駅、青海川駅、鯨波駅、筒石駅 도아이・유비소…테츠코류 데이트 코스 - 에치고유자와역, 오미가와 역, 구지라나미역, 쓰쓰이시역 |
| 第6旅 제6여행 | 大垣夜行で行く有田&紀州鉄道 오가키 야행으로 가는 아리다&기슈 철도 |
| 第7旅 제7여행 | 岩手県の自然を味わう旅 - 岩泉線、押角駅 이와테현의 자연을 맛보는 여행 - 이와이즈미 선 오시카도 역 |
| 第8旅 제8여행 | 銚子電鉄全駅乗下車 조시 전철 전역 승하차 |

### 출판물

#### 단행본
| 제목     | 권수 | 라벨(문고) | ISBN                   | 출판사   | 저자                                                                     | 크기 | 매수 | 발매일           |
| -------- | ---- | ---------- | ---------------------- | -------- | ------------------------------------------------------------------------ | ---- | ---- | ---------------- |
| 鉄子の旅 | 1    | IKKICOMIX  | ISBN 4-09-188541-1     | 쇼가쿠칸 | 기쿠치 나오에 / -여행의 안내인(旅の案内人)-[[요코미 히로히코\|横見浩彦]] | B6   | 192  | 2004년 11월 30일 |
| 鉄子の旅 | 2    | IKKICOMIX  | ISBN 4-09-188542-X     | 쇼가쿠칸 | 기쿠치 나오에 / -여행의 안내인(旅の案内人)-[[요코미 히로히코\|横見浩彦]] | B6   | 192  | 2004년 11월 30일 |
| 鉄子の旅 | 3    | IKKICOMIX  | ISBN 4-09-188543-8     | 쇼가쿠칸 | 기쿠치 나오에 / -여행의 안내인(旅の案内人)-[[요코미 히로히코\|横見浩彦]] | B6   | 192  | 2005년 3월 30일  |
| 鉄子の旅 | 4    | IKKICOMIX  | ISBN 4-09-188544-6     | 쇼가쿠칸 | 기쿠치 나오에 / -여행의 안내인(旅の案内人)-[[요코미 히로히코\|横見浩彦]] | B6   | 192  | 2005년 7월 29일  |
| 鉄子の旅 | 5    | IKKICOMIX  | ISBN 4-09-188314-1     | 쇼가쿠칸 | 기쿠치 나오에 / -여행의 안내인(旅の案内人)-[[요코미 히로히코\|横見浩彦]] | B6   | 192  | 2006년 3월 30일  |
| 鉄子の旅 | 6    | IKKICOMIX  | ISBN 978-4-09-188354-4 | 쇼가쿠칸 | 기쿠치 나오에 / -여행의 안내인(旅の案内人)-[[요코미 히로히코\|横見浩彦]] | B6   | 200  | 2007년 2월 28일  |

| 시리즈명                                      | 제목                                                                              | ISBN                   | 출판사   | 저자                                          | 크기 | 매수 | 발매일           |
| --------------------------------------------- | --------------------------------------------------------------------------------- | ---------------------- | -------- | --------------------------------------------- | ---- | ---- | ---------------- |
| IKKIコミックススペシャル (IKKI 코믹스 스페셜) | 鉄子の旅〔カラー特別版〕(北海道編) (테츠코의 여행[칼라특별판](홋카이도편))        | ISBN 978-4-09-188392-6 | 쇼가쿠칸 | 기쿠치 나오에 / [[요코미 히로히코\|横見浩彦]] | A5   | 102  | 2007년 12월 26일 |
| IKKIコミックススペシャル (IKKI 코믹스 스페셜) | 鉄子の旅〔カラー特別版〕(東日本編) (테츠코의 여행[칼라특별판](동일본편))          | ISBN 978-4-09-188393-3 | 쇼가쿠칸 | 기쿠치 나오에 / [[요코미 히로히코\|横見浩彦]] | A5   | 102  | 2007년 12월 26일 |
| IKKIコミックススペシャル (IKKI 코믹스 스페셜) | 鉄子の旅〔カラー特別版〕(東海編) (테츠코의 여행[칼라특별판](도카이편))            | ISBN 978-4-09-188394-0 | 쇼가쿠칸 | 기쿠치 나오에 / [[요코미 히로히코\|横見浩彦]] | A5   | 102  | 2007년 12월 26일 |
| IKKIコミックススペシャル (IKKI 코믹스 스페셜) | 鉄子の旅〔カラー特別版〕(西日本編) (테츠코의 여행[칼라특별판](서일본편))          | ISBN 978-4-09-188395-7 | 쇼가쿠칸 | 기쿠치 나오에 / [[요코미 히로히코\|横見浩彦]] | A5   | 102  | 2007년 12월 26일 |
| IKKIコミックススペシャル (IKKI 코믹스 스페셜) | 鉄子の旅〔カラー特別版〕(四国＆九州編) (테츠코의 여행[칼라특별판](시코쿠&규슈편)) | ISBN 978-4-09-188396-4 | 쇼가쿠칸 | 기쿠치 나오에 / [[요코미 히로히코\|横見浩彦]] | A5   | 102  | 2007년 12월 26일 |

## 애니메이션
2007년 6월 24일부터 9월 23일까지 총 13화가 CS패밀리 극장 방송을 통해 방영되었다. 1여행 분이 1화분으로서 2002년~2005년 연재분으로 제작되었기 때문에 2007년 방영시 개정된 열차시각표(2007년 3월 13일 다이어개정)와 최근의 풍경에 기준하여 재구성되었다.

### 등장인물 / 캐스팅
- 요코미 히로히코 - 히야마 노부유키
- 기쿠치 나오에 - 도미사카 아키라
- 이시카와 마사히코 - 가와시마 토쿠요시
- 가미무라 마사키 - 오오타 테츠하루
- 편집장 - 후루카와 토시오

### 에피소드
| # | 제목                                           | 방송 날짜       |
| --- | ---------------------------------------------- | --------------- |
| 1 | "구루리선 전역승하차" "久留里線全駅乗下車"     | 2007년 6월 24일 |
| 제 1여행 (1권)의 구루리 선 전역승하차에 대하여 다룬다. 인기 없던 만화작가인 기쿠치 씨는 편집장 이시카와으로부터 철도 여행을 다니면서 만화를 그려보는 것에 대해 제의받아 이를 수락한다. 하지만, 여행을 같이 다닐 사람은 이미 JR 전노선 전역승하차를 마친 요코미 씨였고, 이시카와 역시 철도 오타쿠였다. 청춘 18패스를 이용해 구루리 선의 역을 앞으로 갔다가 뒤로 갔다 하면서 다니게 된다. 배차간격이 길어서 몇십분을 그냥 역에서 보내기도 한다. 최종 목적지에 도달한 키쿠치 씨는 맛있은 음식을 기대하지만 종점 가즈사카메야마 역 주위에는 문을 열은 식당이 전혀 없었고 배차시간 때문에 그냥 떠나게 된다. |                                                |                 |
| 2 | "130엔・1도6현 대순환" "130円・一都六県大回り" | 2007년 7월 1일  |
| 1권의 제 2여행이 원작이다. 키쿠치 씨와 요코미 씨, 이시카와 씨는 이른 시간에 도쿄역에서 만난다. 요코미 씨는 130엔 승차권을 가지고 도쿄 도 한바퀴를 돌기로 한다. 도쿄 도와 주변 지역의 경우 대도시근교구간으로 정해져 있어서 일정한 조건만 지키면 가능하다고 한다. 도쿄역에서 게이힌 도호쿠 선을 타고 가다가 가와사키역에서 내려서 난부 선을 이용해서 삿테 역까지 가게 된다. 삿테 역에서는 난부 선 지선을 이용해 히마카와사키 역까지 이동하게 되고, 히마카와사키 역부터 쓰루미역까지는 쓰루미 선을 이용해서 이동하게 된다. 이때 기쿠치 씨는 공장지대를 지나는 것이 신기하다고 발언한다.                  |                                                |                 |

## 관련 음악
- 여는곡: "무언가 있을지도 모르지"(なんかアリかもね)
  - 노래: SUPER BELL"Z
- 닫는곡: "위대한 여로"(大いなる旅路)
  - 노래: SUPER BELL"Z

## 같이 보기
- 일본의 철도회사 목록
- 명물! 여행철도 친우회
- 철도동호인